# Boada de Campos
Boada de Campos è un comune spagnolo di 19 abitanti situato nella comunità autonoma di Castiglia e León.
Il toponimo ha origine dalla parola spagnola bueyada (mandria di vacche) a indicare un luogo adibito al pascolo dei bovini da allevamento. Il nome venne dato probabilmente durante il reinsediamento della popolazione cristiana durante il IX secolo. In alcuni documenti risalenti agli archivi del sovrano galiziano Ordoño II di León, databili intorno al 916, il villaggio di Boada de Campos viene indicato con il nome di Boucita, che nel corso del tempo è mutata in Boada.
La festa patronale è quella della Santa Croce che viene festeggiata il 3 maggio.